# モエリス湖

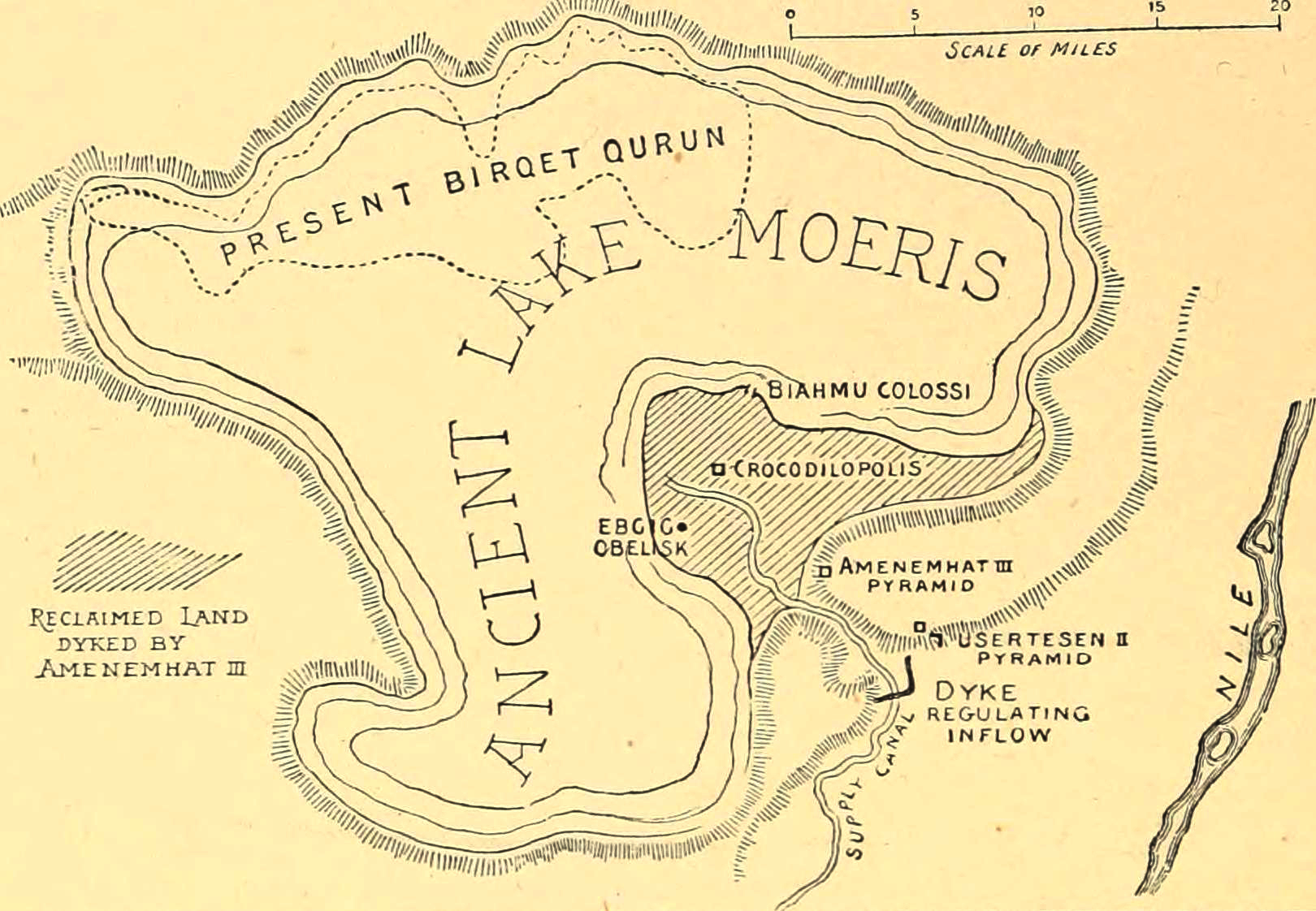
モエリス湖の地図。 Birket Qarun（カールーン湖）と書かれた場所は塩水湖として現存している。

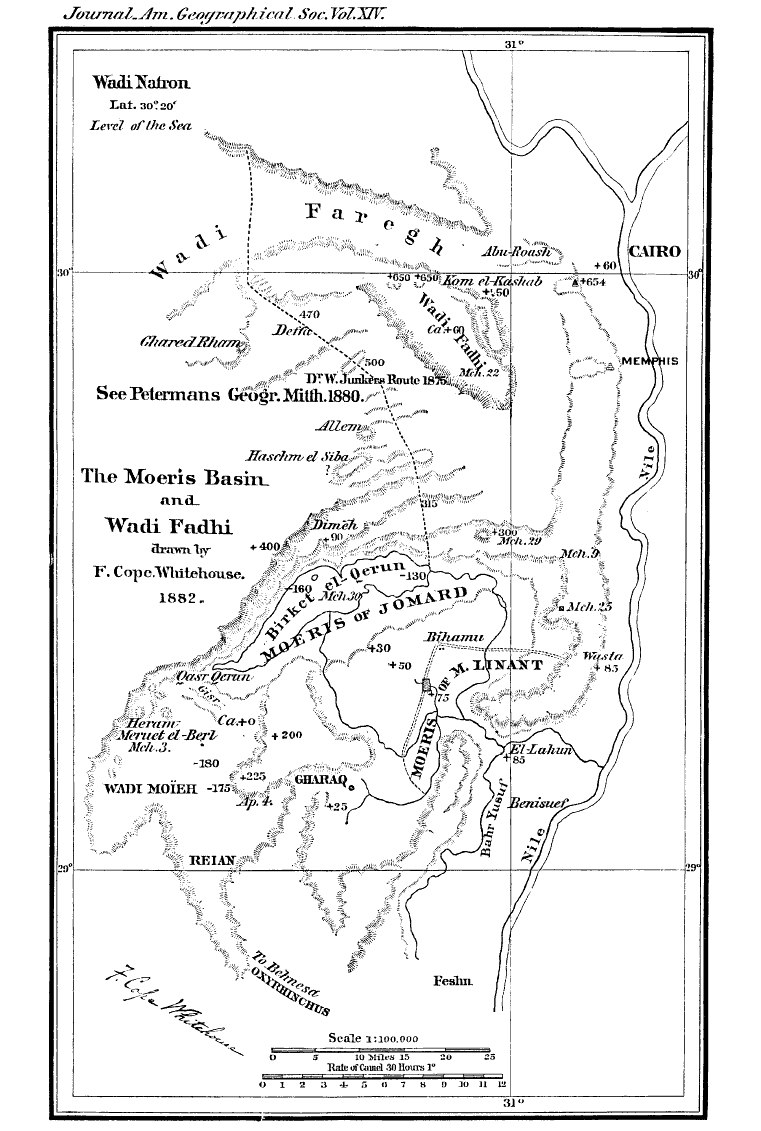
19世紀に行われたモエリス盆地の調査。

モエリス湖（古代ギリシア語: Μοἵρις）は、かつてアフリカ大陸の北部にあったと考えられている古代の淡水湖である。紀元前2300年頃にナイル川とモエリス湖を結ぶ運河が作られた。モエリスというのは「大きな運河」という意味である。
モエリス湖は現在でいうファイユームオアシス（Faiyum Oasis）の北西側、カイロの南西80km付近にあったと考えられている古代の淡水湖であり、面積は1,270 km2から1,700 km2だったとされている。淡水魚のテラピア漁が行われたと見られている。またメリテリウムという絶滅した哺乳類（古代のゾウ）の化石もこの地域で発見された。この「メリテリウム」とは「モエリス湖の獣」という意味である。
モエリス湖は古代の淡水湖であり現存しない。しかし全てが消滅したわけではなく202 km2が塩水湖のカールーン湖（Birket Qarun）として現存している。カールーン湖の湖面は海面下43mに位置する。一帯には88種の水鳥を含む鳥類と12種以上の魚類のほか、リムガゼル、ドルカスガゼル、シマハイエナ、アカギツネ、ビーバー、クーズー、ヌーなどの哺乳類や数種類の爬虫類も生息している。2012年にラムサール条約登録地となった。

## 歴史
中新世の後半、ヨーロッパ地中海がメッシニアン塩分危機の末期にあって干上がっていたとき、ファイユームも同様に乾いたくぼ地となっており、ナイル川はそこを通過して峡谷の最低部（およそ2400m以上の深さで、現在のカイロのある場所）へと流れていた。中新世の終わりに地中海が再び水で満たされた時、ナイル峡谷は海の一部となり、アスワンよりも内陸へと延びる細長い湾となった。年月を経るうちに湾には次第に泥が蓄積し、今日のナイル谷ができた。
その結果ナイル谷では、厚く沈殿した泥のためにナイル川がファイユーム窪地にあふれ込み、湖を形成した。湖についての最初の記録は紀元前3000年頃のもので、メネスの治世期間である。しかし、湖の大部分は洪水であふれた水が溜まるだけのものにすぎなかった。湖の縁には新石器時代の集落ができ、湖の南側の尾根になったところにはシェデットの町ができた。
紀元前2300年に、ナイル川からこの自然の湖へと通じる水路が拡幅され運河となった。これは現代でもバハル・ユセフ（Bahr Yussef）として知られる。このプロジェクトはアメンエムハト3世か、彼の父のセンウセレト3世によって施行された。この運河は湖に水を供給したが、これには3つの利用目的があった。ナイル川の洪水を制御すること、乾期にナイル川の水量を保つこと、周辺地域の灌漑に供することである。古代エジプトのうち12の王朝で、ファラオたちがファイユームにできた自然の湖を、余剰の水をためておいて乾期に利用するための貯水池として使用していたという証拠が見つかっている。
古代エジプトの12の王朝にわたって施行された、湖を巨大な貯水池に作り替えようという大規模な工事の結果、湖はまるで人工的に掘られたものであるような印象を与えることとなり、古代の地理学者や旅行者はそのように伝えている。最寄りのナイル川の支流が紀元前230年頃から縮小したため、湖は最終的に放棄されることとなった。

## 名称の由来
モエリスという名は、エジプト語で「大きな運河」を意味する「mer-wer」がギリシャ語に借入されたものである。この事業を始めたアメンエムハト3世もモエリスという名で知られていた。古代エジプトでは、この湖は「湖」「澄んだ湖」「オシリスの湖」などさまざまな名でも呼ばれていた。エジプト中王国の時代は、湖の周辺の一帯をもさして「mer-wer」と呼ばれていた。同様に、後期エジプト語で「海」を意味する「Piom」は、もともとモエリス湖のみを指す単語であったが、やがてクロコディロポリス（現在のファイユーム）の町をもさすようになり、のちには地域全体をも意味するようになった。